# پل یودا
پل یودا (انگلیسی: Paul Juda؛ زادهٔ ۷ ژوئیهٔ ۲۰۰۱) ژیمناست هنری اهل ایالات متحده آمریکا است.